# Pavel Fuks
Pour les articles homonymes, voir Fuks.
Pavel Iakovlevitch Fuks (en ukrainien : Павло Якович Фукс), né en 1971 à Kharkiv, est un homme d’affaires, investisseur et philanthrope ukrainien.
Il est le fondateur de la société de développement Mos City Group,, Fuks tire l'essentiel de sa richesse de projets commerciaux en Russie.
Il est également membre du conseil de surveillance du Centre commémoratif de l'Holocauste Babi Yar (BYHMC),.
Selon la liste des millionnaires 2017 du magazine ukrainien Focus Magazine, l'actif net de Fuks s'élevait à 270 millions de dollars américains, ce qui en fait la 24e personne la plus riche d'Ukraine.

## Biographie

### Formation
Pavel Fuks est né en 1971 à Kharkiv, en République socialiste soviétique d'Ukraine, en actuelle Ukraine.
En 1994, il est diplômé de l'université nationale de construction et d'architecture de Kkiv, de la faculté des finances et du crédit, avec une licence en planification économique et sociale.
De 1997 à 2003, Fuks poursuit ses études à la faculté d'économie mondiale de l'université russe d'économie Plekhanov.

### Carrière en Russie
De 1995 à 1999, il est conseiller du président du conseil d’administration de JSCB « Prominvestbank ». En 1999-2000, Fuks occupe le poste de vice-président de CJSC Foreign Economic Corporation.
À partir de 1992, Fuks est partenaire de Aleksandr Ter-Avanessov dans différentes affaires : d'abord TradeInvest, puis des sociétés de construction comme Engeocom Invest (avec Mikhail Rudyak). La construction du centre commercial Kaluzhskii, ouvert depuis 2001, est l'un de ses premiers projets,.
En juin 2008, il négocie avec Donald Trump, au sujet de la construction de la tour Trump à Moscou, mais ils ne parviennent pas à aboutir à un accord,,,,.
En 2010, Pavel Fuks est le principal actionnaire de Sovkombank, où il détient une participation de 21,83%. Le ministère de l'Intérieur (Russie) lui donne alors le surnom de Naemnik, ce qui veut dire mercenaire. En mars 2015, il vend ses actions, évaluées à 80 millions de dollars américains.
Fuks vend tous ses actifs commerciaux en Russie en 2011 et 2012 et il ne se rend plus en Russie depuis 2015. Il ne soutient pas le rôle de la Russie dans la Crise ukrainienne). Pavel Fuks commence à investir dans des actifs ukrainiens en 2014, car il considère qu'il s'agit d'un pays au potentiel commercial considérable.
Le 1er novembre 2018, des sanctions russes sont imposées à 322 citoyens ukrainiens, dont Fuks. En 2019, la Russie émet un mandat d'arrêt international contre Pavel Fuks et son frère Roman Fuks pour avoir fait disparaître des millions de dollars du projet de gratte-ciel de Moscou.
En 2021, Fuks prétend avoir renoncé à sa citoyenneté russe.

### Carrière en Ukraine
Fuks commence à investir en Ukraine en 2014 et s'y installe définitivement en 2015.
En 2017, Fuks utilise le cabinet d'avocats de Rudy Giuliani pour améliorer l'image de la ville de Kharkiv.
A travers une société qu'il achète, Fuks récupère 160 millions de dollars d'actifs bloqués de l'ancien président ukrainien Viktor Ianoukovytch.
Il est l'objet de sanctions du Conseil de défense et de sécurité nationale d'Ukraine le 18 juin 2021. En mai 2023, le Service de sécurité d'Ukraine l'accuse de fraude fiscale et financière à grande échelle.
L'agence de presse ukrainienne affirme que Fuchs a la citoyenneté ukrainienne mais pas la citoyenneté russe.

### Philanthropie
Fuks aide régulièrement sa ville natale. Il prend part à la restauration de la philharmonie régionale de Kharkiv et construit l'église de la Sainte Reine Tamara.
En 2014, Pavel Fuks se voit attribuer le titre de citoyen d'honneur de Kharkiv.
Il soutient des athlètes talentueux. Il donne à Oleksandr Abramenko et à son mentor et entraîneur principal de l'équipe nationale ukrainienne, Enver Ablaev, des certificats d'un montant de 50 000 dollars chacun pour des réalisations à Pyeongchang aux XXIIIes Jeux Olympiques d'hiver.
Pavel Fuks est membre de la fondation caritative Une ville sans barrières, qui cherche à créer un environnement confortable pour les personnes ayant une déficience physique ou intellectuelle.

#### Centre commémoratif de l'Holocauste de Babi Yar
Fuks est co-organisateur de la construction du complexe commémoratif Babi Yar (la valeur du projet du complexe est estimée à 50-100 millions de dollars US et le centre devrait être achevé en 2021, à l’occasion du 80e anniversaire de la tragédie de Babi Yar). Le 19 mars 2017, le conseil de surveillance du centre commémoratif de l'Holocauste Babi Yar est créé. Il comprend Pavel Fuks, le maire de Kiev, Vitali Klitschko, et son frère, le boxeur professionnel Wladimir Klitschko, les actionnaires du consortium Alfa Group Mikhail Fridman et German Khan et d'autres personnes,. Le fonds de développement du projet est créé avec l'aide de consultants du cabinet américain « Ernst & Young ». Selon Fuks, le mémorial comprendra des programmes éducatifs, un centre de recherche et un musée.

## Distinctions
- Ordre du révérend Nestor le chroniqueur, 1re classe
- Ordre de Saint Serge de Radonège, 3e classe
- Ordre de la croix d'or de la fraternité Sviatogorsk[33]